# Dioscorea laurifolia
Dioscorea laurifolia är en enhjärtbladig växtart som beskrevs av Nathaniel Wallich och Joseph Dalton Hooker. Dioscorea laurifolia ingår i släktet Dioscorea och familjen Dioscoreaceae. Inga underarter finns listade i Catalogue of Life.